# Jerzy Josiak
Jerzy Roman Josiak (ur. 26 stycznia 1936, zm. 8 sierpnia 2014 we Wrocławiu) – polski chemik, profesor, nauczyciel akademicki. 

## Życiorys
Sprawował na Akademii Medycznej we Wrocławiu funkcje prodziekana ds. studentów Wydziału Farmaceutycznego (1980–1987), dziekana Wydziału Farmaceutycznego z Oddziałem Analityki Medycznej (1987–1990, 1990–1993 i 1996–1999), kierownika Katedry Chemii Nieorganicznej (1990–2006) i prorektora ds. nauki (1993–1996). 
Został odznaczony Krzyżem Oficerskim i Krzyżem Kawalerskim Orderu Odrodzenia Polski, Złotym Krzyżem Zasługi, Medalem Komisji Edukacji Narodowej i Medalem 40-lecia Polski Ludowej.
Zmarł 8 sierpnia 2014 roku i został pochowany na cmentarzu św. Maurycego przy ul. Działkowej we Wrocławiu.